# Маццорбо

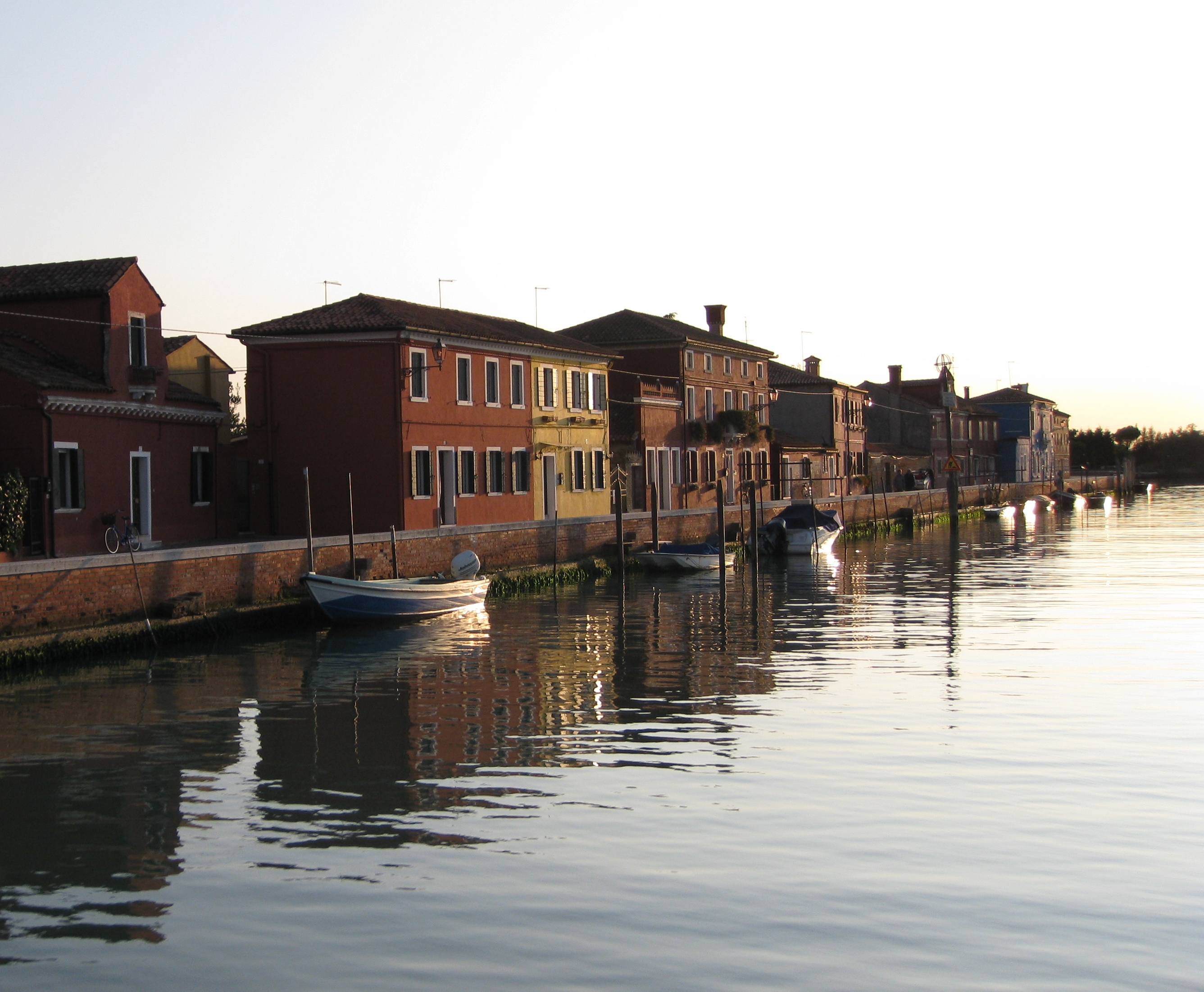
Канал Маццорбо

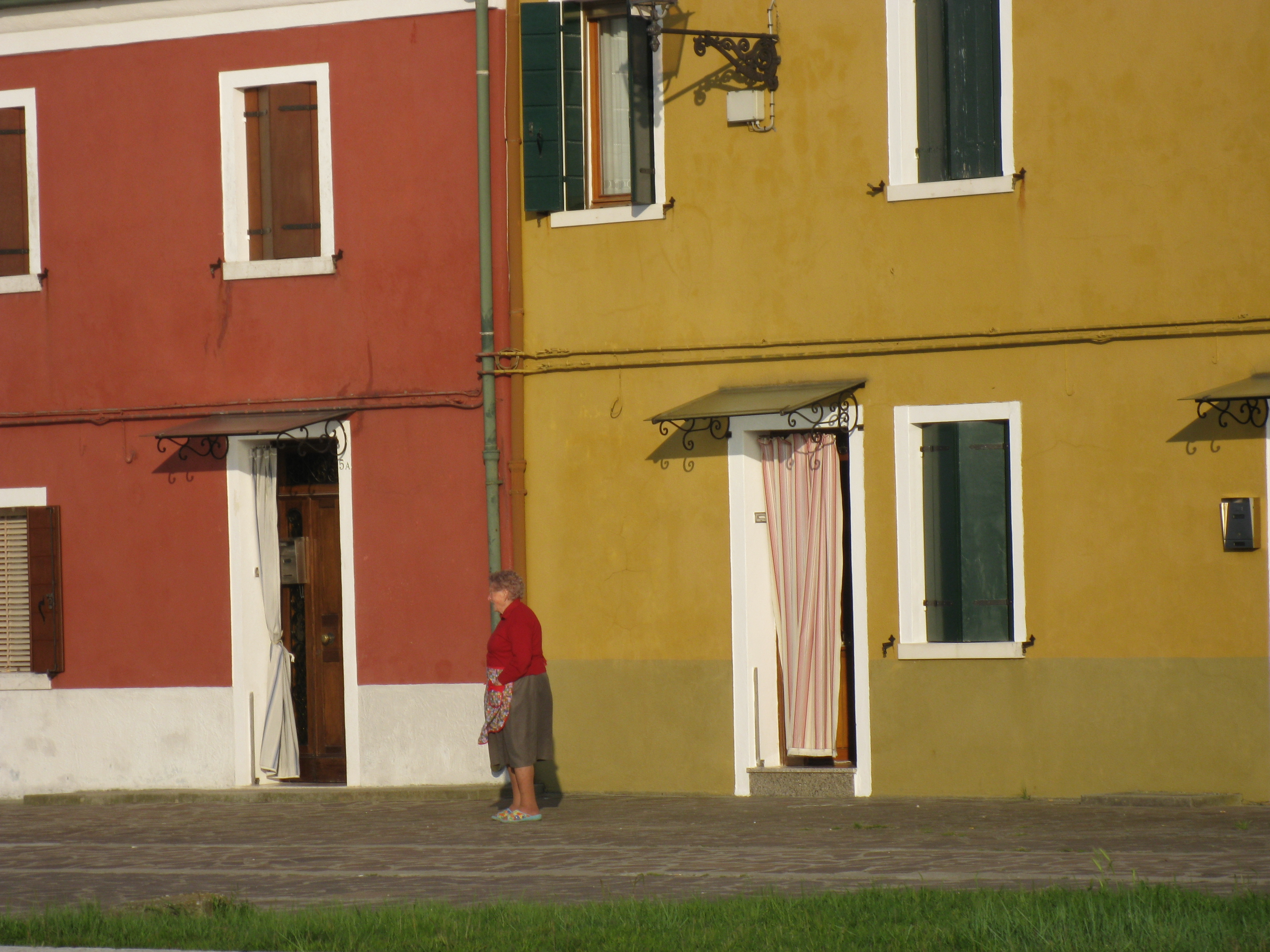
Різнокольорові будинки — схожі з будинками Бурано.

Маццорбо — острів на півночі Венеційської лагуни, зв'язаний мостом з островом Бурано . Він був важливим торговим центром, але тепер відомий своїми виноградниками і садами. Його головна принада, збудована в 14-му столітті Церква Святої Катерини.